# Nilla Pizzi
Nilla Pizzi (Sant'Agata Bolognese, 16 april 1919 - Milaan, 12 maart 2011) was een Italiaanse zangeres. Haar echte voornaam is Adionilla, maar die verkortte ze.
Ze was vooral populair in de jaren 50 en 60. Ze won de allereerste twee edities van het San Remo Festival met Grazie dei fiori en Vola Colomba. In 1956 haalde ze de Nederlandse hitlijst met Arrivederci Roma.
Ze was ook de eerste winnares van het Festival van Napels in 1952 met Desiderio 'e sole. Ook het Canzonissima-festival schreef ze in 1958 op haar naam met L'edera.